# Staffetta 4×100 metri italiana nelle competizioni internazionali di atletica leggera
La staffetta 4×100 metri della nazionale italiana di atletica leggera ha ottenuto discreti risultati, nel corso degli anni, nelle competizioni internazionali di atletica leggera. Il risultato più rilevante fu la medaglia d'argento ai Mondiali di Helsinki 1983 dove fu stabilito il record italiano, battuto solamente agli Europei di Barcellona 2010 con la conquista di un altro argento.

## Bilancio complessivo
|                                  |     |      | Tot. |    |    |    | Tot. |   |   |   | Tot. |    |    |    |
| Giochi olimpici                  | 26  | 1896 | 1    | 1  | 2  | 4  | 0    | 0 | 0 | 0 | 1    | 1  | 2  | 4  |
| Mondiali                         | 12  | 1983 | 0    | 1  | 1  | 2  | 0    | 0 | 0 | 0 | 0    | 1  | 1  | 2  |
| Europei                          | 26  | 1934 | 1    | 2  | 4  | 7  | 0    | 0 | 1 | 1 | 1    | 2  | 5  | 8  |
| Coppa del mondo / continentale   | 10  | 1977 | 0    | 0  | 0  | 0  | 0    | 0 | 0 | 0 | 0    | 0  | 0  | 0  |
| Coppa Europa / Europei a squadre | 30  | 1965 | 6    | 4  | 8  | 18 | 0    | 0 | 2 | 2 | 6    | 4  | 10 | 20 |
| Giochi del Mediterraneo          | 16  | 1951 | 13   | 1  | 0  | 14 | 1    | 1 | 0 | 2 | 14   | 2  | 0  | 16 |
| Universiadi                      | 25  | 1959 | 4    | 1  | 4  | 9  | 0    | 1 | 1 | 2 | 4    | 2  | 5  | 11 |
|                                  | 192 | Tot. | 23   | 10 | 19 | 52 | 1    | 2 | 4 | 7 | 24   | 12 | 23 | 59 |

## Giochi olimpici

### Medaglie
- Bronzo: Los Angeles 1932 - 41"2 (Giuseppe Castelli, Gabriele Salviati, Ruggero Maregatti, Edgardo Toetti)
- Argento: Berlino 1936 - 41"1 (Gianni Caldana, Tullio Gonnelli, Orazio Mariani, Elio Ragni)
- Bronzo: Londra 1948 - 41"5 (Michele Tito, Enrico Perucconi, Antonio Siddi, Carlo Monti)
- Oro: Tokyo 2020 - 37"50 (Lorenzo Patta, Marcell Jacobs, Fausto Desalu, Filippo Tortu)  Miglior prestazione mondiale stagionale  Record nazionale

### Finali uomini
In aggiunta alle quattro medaglie conquistate, in campo maschile, la squadra italiana ha raggiunto la finale in altre otto occasioni.
- Melbourne 1956: 4º posto in 40"3 (Franco Galbiati, Giovanni Ghiselli, Luigi Gnocchi, Vincenzo Lombardo)
- Roma 1960: 4º posto in 40"2 (Armando Sardi, Pier Giorgio Cazzola, Salvatore Giannone, Livio Berruti)
- Tokyo 1964: 7º in 39"5 (Livio Berruti, Ennio Preatoni, Sergio Ottolina, Pasquale Giannattasio)
- Città del Messico 1968:  8º in 39"22 (Livio Berruti, Ennio Preatoni, Sergio Ottolina, Angelo Sguazzero)
- Monaco di Baviera 1972: 8º in 39"14 (Vincenzo Guerini, Ennio Preatoni, Luigi Benedetti, Pietro Mennea)
- Montréal 1976: 6º in 39"08 (Vincenzo Guerini, Luciano Caravani, Luigi Benedetti, Pietro Mennea)
- Los Angeles 1984: 4º in 38"87 (Antonio Ullo, Giovanni Bongiorni, Stefano Tilli, Pietro Mennea)
- Seul 1988: 5º in 38"54 (Ezio Madonia, Sandro Floris, Pierfrancesco Pavoni, Stefano Tilli)
- Sydney 2000: 7º in 38"67 (Francesco Scuderi, Alessandro Cavallaro, Maurizio Checcucci, Andrea Colombo)

### Finali donne
La staffetta femminile ha raggiunto la finale in 4 occasioni sui sei partecipazioni olimpiche.
- Amsterdam 1928: 6º posto in 53"6 (Luisa Bonfanti, Giannina Marchini, Derna Polazzo, Vittorina Vivenza)
- Berlino 1936: 4º posto in 48"7 (Lydia Bongiovanni, Ondina Valla, Fernanda Bullano, Claudia Testoni)
- Melbourne 1956: 5º posto in 45"7 (Letizia Bertoni, Milena Greppi, Giuseppina Leone, Maria Musso)
- Roma 1960: 5º posto in 45"6 (Letizia Bertoni, Sandra Valenti, Piera Tizzoni, Giuseppina Leone)

## Mondiali
- Argento: Helsinki 1983 - 38"37 (Stefano Tilli, Carlo Simionato, Pierfrancesco Pavoni, Pietro Mennea)  Record nazionale
- Bronzo: Goteborg 1995 - 39"07[2] (Giovanni Puggioni, Ezio Madonia, Angelo Cipolloni, Sandro Floris)
- Argento: Budapest 2023 - 37"62 ( Roberto Rigali, Marcell Jacobs, Lorenzo Patta, Filippo Tortu)

### Finali
- Roma 1987 - 7º posto con 39"62 (Ezio Madonia, Domenico Gorla, Paolo Catalano, Pierfrancesco Pavoni)
- Tokyo 1991 - 5º posto con 38"52 (Mario Longo, Ezio Madonia, Sandro Floris, Stefano Tilli)
- Berlino 2009 - 6º posto in 38"54 (Simone Collio, Emanuele Di Gregorio, Fabio Cerutti, Roberto Donati)
- Taegu 2011 - 5º posto in 38"96 (Michael Tumi, Simone Collio, Emanuele Di Gregorio, Fabio Cerutti)[3]

## Europei
- Bronzo: Vienna 1938 - 49"4 (Maria Alfero, Maria Apollonio, Rosetta Cattaneo, Italia Lucchini)
- Bronzo: Berna 1954 - 46"6 (Maria Musso, Giuseppina Leone, Letizia Bertoni, Milena Greppi)
- Bronzo: Helsinki 1971 - 39"8 (Vincenzo Guerini, Pietro Mennea, Pasqualino Abeti, Ennio Preatoni)
- Argento: Roma 1974 - 38"88 (Vincenzo Guerini, Norberto Oliosi, Luigi Benedetti, Pietro Mennea)
- Bronzo: Spalato 1990 - 38"39 (Mario Longo, Ezio Madonia, Sandro Floris, Stefano Tilli)
- Bronzo: Helsinki 1994 - 38"99 (Ezio Madonia, Domenico Nettis, Giorgio Marras, Sandro Floris)
- Argento: Barcellona 2010 - 38"17 (Roberto Donati, Simone Collio, Emanuele Di Gregorio, Maurizio Checcucci)  Record nazionale
- Bronzo: Monaco 2022 - 42"84 (Zaynab Dosso, Dalia Kaddari, Anna Bongiorni, Alessia Pavese, Gloria Hooper*)
- Oro: Roma 2024 - 37"82 (Matteo Melluzzo, Marcell Jacobs, Lorenzo Patta, Filippo Tortu)

## Europei under 23
- Bronzo: Erfurt 2005 - 39"41 (Rosario La Mastra, Alessandro Rocco, Stefano Anceschi, Koura Kaba Fantoni)
- Oro: Ostrava 2011 - 39"05 (Michael Tumi, Francesco Basciani, Davide Manenti, Delmas Obou)

## Coppa Europa / Europei a squadre
- Oro: 1983 Londra - 38"86 (Stefano Tilli, Carlo Simionato, Giovanni Bongiorni, Pietro Mennea)
- Oro: 1997 Monaco - 38"80 (Nicola Asuni, Giovanni Puggioni, Angelo Cipolloni, Sandro Floris)
- Oro: 2001 Brema - 38"89 (Francesco Scuderi, Alessandro Cavallaro, Maurizio Checcucci, Andrea Colombo)
- Oro: 2003 Firenze - 38"42 (Francesco Scuderi, Simone Collio, Massimiliano Donati, Alessandro Cavallaro)
- Oro: 2009 Leiria - 38"77 (Fabio Cerutti, Simone Collio, Emanuele Di Gregorio, Giovanni Tomasicchio)
- Oro: 2010 Bergen - 38"83 (Roberto Donati, Emanuele Di Gregorio, Simone Collio, Maurizio Checcucci)
- Argento: 1996 Madrid - 38"66 (Giovanni Puggioni, Ezio Madonia, Angelo Cipolloni, Sandro Floris)
- Argento: 2002 Annecy - 38"89 (Francesco Scuderi, Alessandro Cavallaro, Marco Torrieri, Stefano Dacastello)
- Argento: 2005 Firenze - 38"69 (Luca Verdecchia, Simone Collio, Marco Torrieri, Koura Kaba Fantoni)
- Argento: 2006 Malaga - 39"14 (Luca Verdecchia, Stefano Anceschi, Massimiliano Donati, Francesco Scuderi)
- Bronzo: 1975 Nizza -  39"32 (Vincenzo Guerini, Luciano Caravani, Luigi Benedetti, Pietro Mennea)
- Bronzo: 1985 Mosca -  38"88 (Antonio Ullo, Carlo Simionato, Domenico Gorla, Stefano Tilli)
- Bronzo: 1987 Praga -  39"98 (Ezio Madonia, Giovanni Bongiorni, Paolo Catalano, Pierfrancesco Pavoni, )
- Bronzo: 1989 Gateshead - 38"98 (Antonio Ullo, Sandro Floris, Pierfrancesco Pavoni, Stefano Tilli)
- Bronzo: 1991 Francoforte - 38"89 (Giorgio Marras, Carlo Simionato, Ezio Madonia, Stefano Tilli)
- Bronzo: 1995 Villeneuve-d'Ascq - 39"19 (Angelo Cipolloni, Alessandro Orlandi, Ezio Madonia, Andrea Colombo)
- Bronzo: 2000 Gateshead - 38"88 (Marco Torrieri, Alessandro Cavallaro, Maurizio Checcucci, Andrea Colombo)
- Bronzo: 2008 Annecy - 38"73 (Emanuele Di Gregorio, Simone Collio, Massimiliano Donati, Maurizio Checcucci)

L'Italia è pertanto andata a podio in 18 occasioni in 31 edizioni disputate, i 69 staffettisti che hanno composto le varie squadre, sono ordinati per numero di presenze sul podio nell'elenco che segue.
- 5 podi: Simone Collio
- 4 podi: Stefano Tilli, Francesco Scuderi, Alessandro Cavallaro, Ezio Madonia
- 3 podi: Carlo Simionato, Sandro Floris, Massimiliano Donati, Marco Torrieri, Andrea Colombo, Angelo Cipolloni, Maurizio Checcucci, Emanuele Di Gregorio
- 2 podi: Pietro Mennea, Giovanni Puggioni, Antonio Ullo, Luca Verdecchia
- 1 podi: 13 atleti

## Giochi del Mediterraneo
- Oro ad Alessandria 1951 (Wolfango Montanari, Franco Leccese, Antonio Siddi, Mario Frizzoni)[4][5] in 42"4
- Oro a Barcellona 1955 (Sergio D'Asnasch, Giovanni Ghiselli, Luigi Gnocchi, Wolfango Montanari)[5] in 41"0
- Oro a Napoli 1963 (Livio Berruti, Pasquale Giannattasio, Sergio Ottolina, Armando Sardi)[5] in 40"1
- Oro a Tunisi 1967 (Ippolito Giani, Ennio Preatoni, Pasquale Giannattasio, Carlo Laverda)[5] in 40"65
- Oro a Smirne 1971 (Ennio Preatoni, Pasqualino Abeti, Vincenzo Guerini, Pietro Mennea)[5] in 39"7
- Argento ad Algeri 1975 (Pasqualino Abeti, Luigi Benedetti, Luciano Caravani, Pietro Mennea)[5] in 39"56
- Oro a Spalato 1979 (Gianfranco Lazzer, Luciano Caravani, Giovanni Grazioli, Pietro Mennea)[5] in 39"27
- Oro a Casablanca 1983 (Pierfrancesco Pavoni, Carlo Simionato, Stefano Tilli, Pietro Mennea)[5] in 38"76
- Oro a Latakia 1987 (Paolo Catalano, Sandro Floris, Ezio Madonia, Stefano Tilli)[5] in 39"67
- Oro ad Atene 1991 (Mario Longo, Carlo Simionato, Sandro Floris, Ezio Madonia) in 39"12
- Oro a Bari 1997 (Nicola Asuni, Giovanni Puggioni, Angelo Cipolloni, Sandro Floris) in 38"61
- Oro a Tunisi 2001 (Francesco Scuderi, Maurizio Checcucci, Marco Torrieri, Andrea Colombo) in 39"15
- Oro ad Almeria 2005 (Luca Verdecchia, Alessandro Attene, Massimiliano Donati, Marco Torrieri) in 39"13
- Oro a Pescara 2009 (Maurizio Checcucci, Simone Collio, Emanuele Di Gregorio, Fabio Cerutti) in 38"82
- Oro a Mersin 2013 (Simone Collio, Davide Manenti, Jacques Riparelli, Michael Tumi) in 39"06

## Universiadi
- Oro - Torino 1959 (Guido De Murtas, Salvatore Giannone, Giorgio Mazza, Livio Berruti)[5] in 41"0
- Oro - Tokyo 1967 (Ippolito Giani, Ennio Preatoni, Vittorio Roscio, Livio Berruti)[5] in 39"8
- Oro - Città del Messico 1979 (Luciano Caravani, Giovanni Grazioli, Gianfranco Lazzer, Pietro Mennea)[5] in 38"42
- Oro - Smirne 2005 (Stefano Anceschi, Massimiliano Donati, Alessandro Rocco, Luca Verdecchia)[5] in 39"25
- Argento - Sofia 1977 (Luciano Caravani, Stefano Curini, Pietro Farina, Stefano Rasori)[5] in 39"15
- Bronzo - Mosca 1973 (Luigi Benedetti, Vincenzo Guerini, Sergio Morselli, Pietro Mennea)[5] in 39"55
- Bronzo - Fukuoka 1995 (Angelo Cipolloni, Andrea Colombo, Carlo Occhiena, Alessandro Orlandi)[5] in 39"64
- Bronzo - Palma di Maiorca 1999 (Alessandro Attene, Andrea Colombo, Luca Verdecchia, Alessandro Orlandi)[5] in 39"31
- Bronzo - Pechino 2001 (Andrea Colombo, Massimiliano Donati, Andrea Rabino, Luca Verdecchia)[5] in 39"35

## Giochi mondiali militari
- Oro - Roma 1995 (Marco Torrieri, Emanuele Di Gregorio, Francesco Scuderi, Maurizio Checcucci) in 40"20[6]
- Oro - Zagabria 1999 (Andrea Rabino, Massimiliano Donati, Maurizio Checcucci, Giovanni Puggioni)[7] in 39"92[6]
- Oro - Catania 2003 (Stefano Bellotto, Maurizio Checcucci, Alessandro Vecchi, Gianluca Capati)[8] in 41"07[6]
- Oro - Hyderabad 2007 (Alessandro Cavallaro, Simone Collio, Rosario La Mastra, Jacques Riparelli) in 39"28[9]

## Atleti più volte a podio
Sono escluse dalla lista solo le medaglie conquistate ai Giochi mondiali militari in quanto la rappresentativa italiana non è la Nazionale di atletica leggera dell'Italia, ma quella dei corpi sportivi militari.
|                      |   |   | Tot. |    |
| Simone Collio        | 5 | 2 | 1    | 8  |
| Pietro Mennea        | 4 | 3 | 4    | 11 |
| Sandro Floris        | 4 | 1 | 4    | 9  |
| Maurizio Checcucci   | 4 | 1 | 2    | 7  |
| Emanuele Di Gregorio | 3 | 1 | 1    | 6  |
| Stefano Tilli        | 3 | 1 | 4    | 8  |
| Carlo Simionato      | 3 | 1 | 2    | 6  |
| Massimiliano Donati  | 3 | 1 | 2    | 6  |
| Ennio Preatoni       | 3 | 0 | 1    | 4  |
| Livio Berruti        | 3 | 0 | 0    | 3  |
| Luca Verdecchia      | 2 | 2 | 2    | 6  |
| Marco Torrieri       | 2 | 2 | 1    | 5  |
| Luciano Caravani     | 2 | 2 | 1    | 5  |
| Francesco Scuderi    | 2 | 2 | 0    | 4  |
| Ezio Madonia         | 2 | 1 | 5    | 8  |
| Angelo Cipolloni     | 2 | 1 | 3    | 6  |
| Giovanni Puggioni    | 2 | 1 | 1    | 4  |
| Alessandro Cavallaro | 2 | 1 | 1    | 4  |
| Andrea Colombo       | 2 | 0 | 5    | 7  |
| Filippo Tortu        | 2 | 1 | 0    | 3  |
| Marcell Jacobs       | 2 | 1 | 0    | 3  |
| Lorenzo Patta        | 2 | 1 | 0    | 3  |
| Fausto Desalu        | 1 | 0 | 0    | 1  |

## Record europei
- Firenze  Italia, 13 ottobre 1956: 40"1 (Gnocchi, Lombardi, Ghiselli, Galbiati)
- Città del Messico  Messico, 13 settembre 1979: 38"42 (Lazzer, Caravani, Grazioli, Mennea)[10]